# Gesundbrunnen

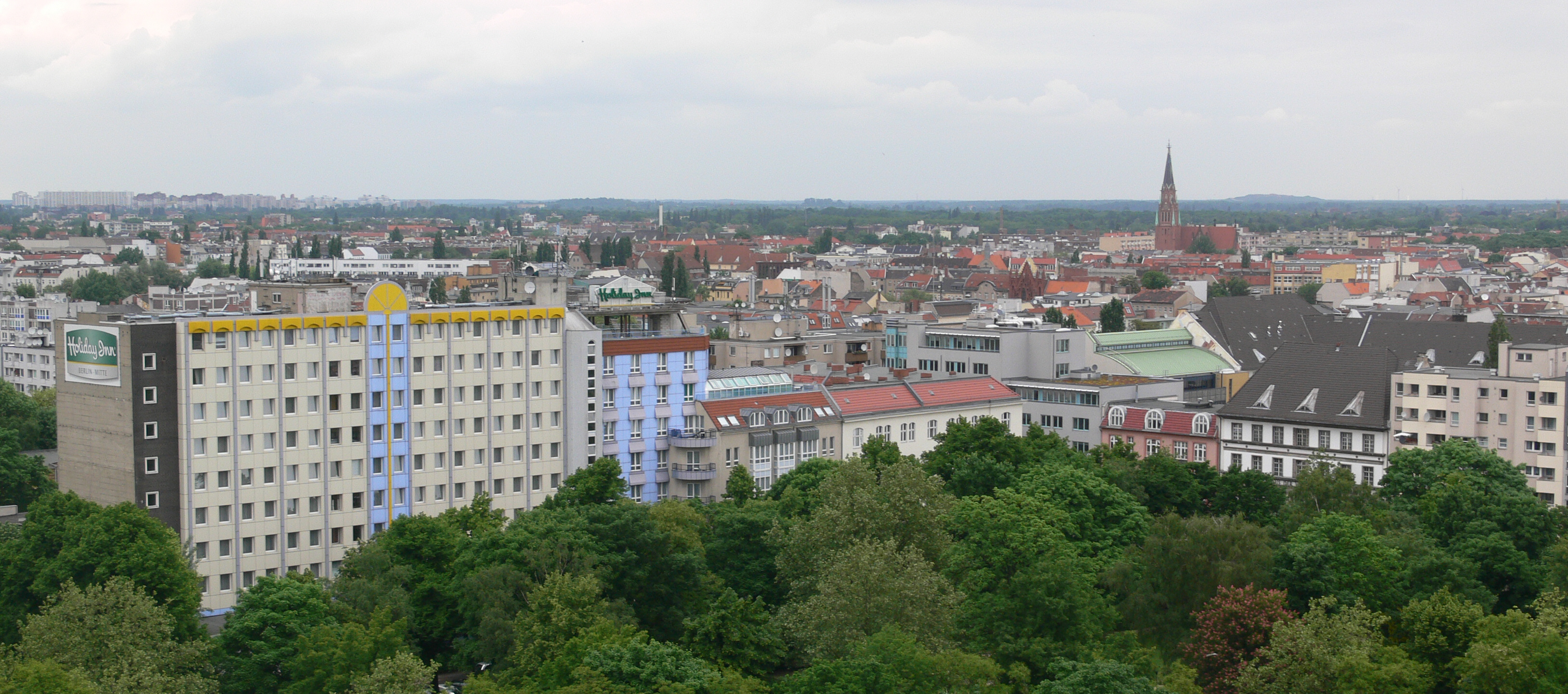
Gesundbrunnen vista a partir do Parque Humboldthain

Gesundbrunnen é uma localidade de Berlim que pertence ao bairro Mitte. Foi organizado como "localidade" na Reforma Administrativa de Berlim, em 2001. Gesundbrunnen tem o maior percentual de não-alemães residentes em uma localidade de Berlim, sendo 35,1% no final de 2008.

## Geografia
A localidade está situada no centro da cidade de Berlim, na borda norte-oriental do bairro central Mitte. A rua Bernauer separa a localidade de Mitte ao sul e a rua Reinickendorfer é o limite com a localidade Wedding ao oeste.

## História
A localidade (Gesund = saúde; Brunnen = fonte; Gesundbrunnen= Fonte da Saúde) adotou seu nome a partir de uma fonte de água mineral documentada pela primeira vez pelo químico Andreas Sigismund Marggraf em 1748, tornando-se posteriormente parte do spa Luisenbad (denominado assim em homenagem a Rainha Luísa da Prússia). Após a sua incorporação à cidade de Berlim em 1861, tornou-se um distrito densamente povoado pela classe trabalhadora. Em 1905, surgiu um campo de esportes perto da estação de Berlim-Gesundbrunnen, denominado posteriormente de Estádio de Gesundbrunnen. Neste local teve origem o Hertha Berliner Sport-Club.